# Royal British Columbia Museum
Das Royal British Columbia Museum (Königliches Museum von British Columbia) ist ein historisches und völkerkundliches Museum in Victoria, der Hauptstadt der kanadischen Provinz British Columbia.
Das Museum ist eine der bedeutendsten Forschungs- und Kultureinrichtungen Kanadas. Es befindet sich am Inner Harbour, zwischen dem Empress-Hotel und dem Parlamentsgebäude. Rund um das Gebäude befindet sich ein Gürtel weiterer historischer Monumente, wie der Thunderbird Park und das Helmcken House (das älteste nicht-indianische Haus der Provinz), dazu kommt ein Archiv.

## Schwerpunkte

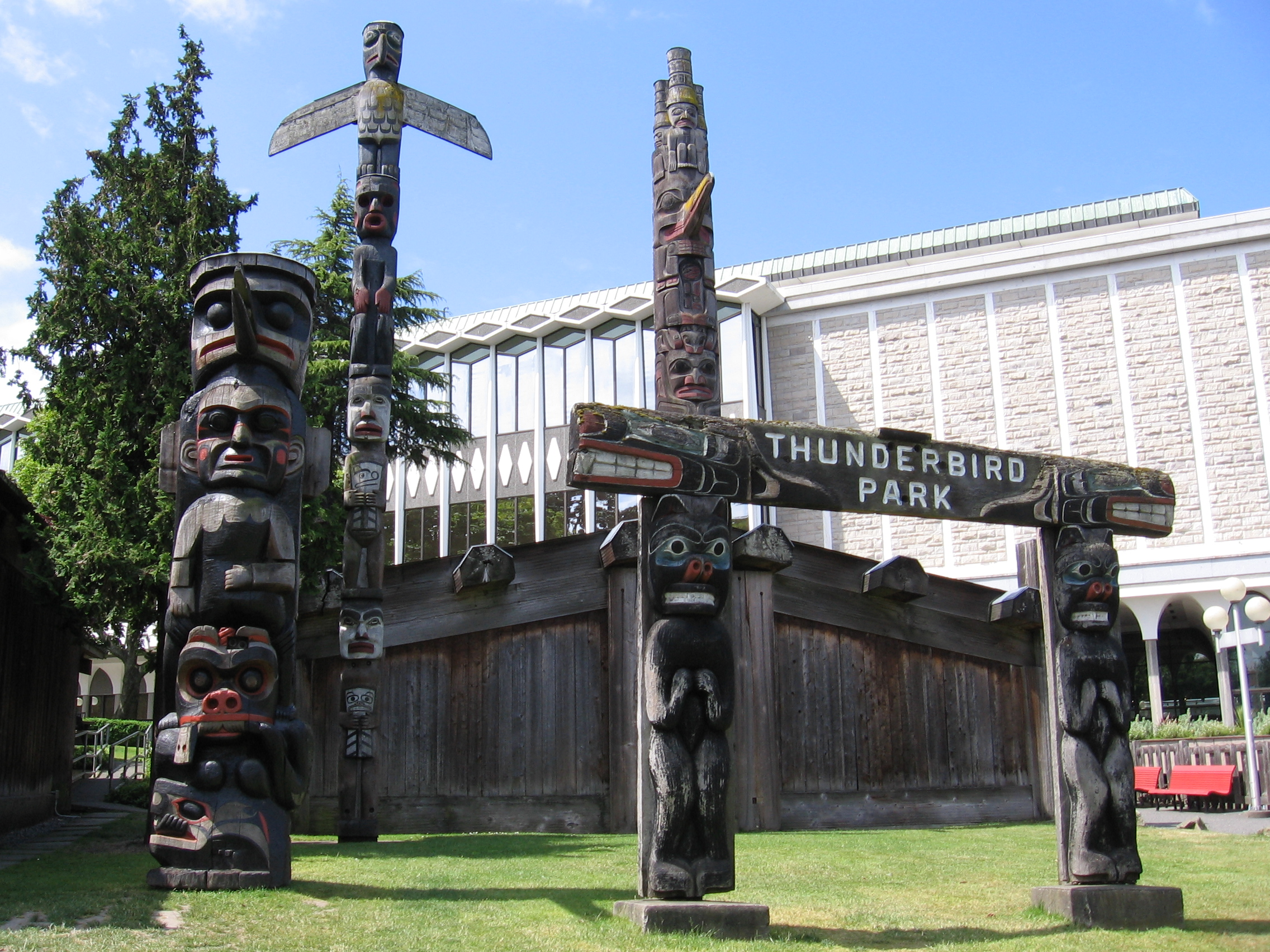
Der Thunderbird Park, errichtet von Häuptling Mungo Martin, vor dem Museum

Das Museum birgt sieben Millionen Exponate mit den Schwerpunkten Naturgeschichte, First Nations der Provinz British Columbia und jüngere Geschichte. Daher werden drei Galleries unterschieden, die First Peoples Gallery, die Modern History Gallery und die Natural History Gallery. Die Galleries entsprechen je einem Stockwerk.

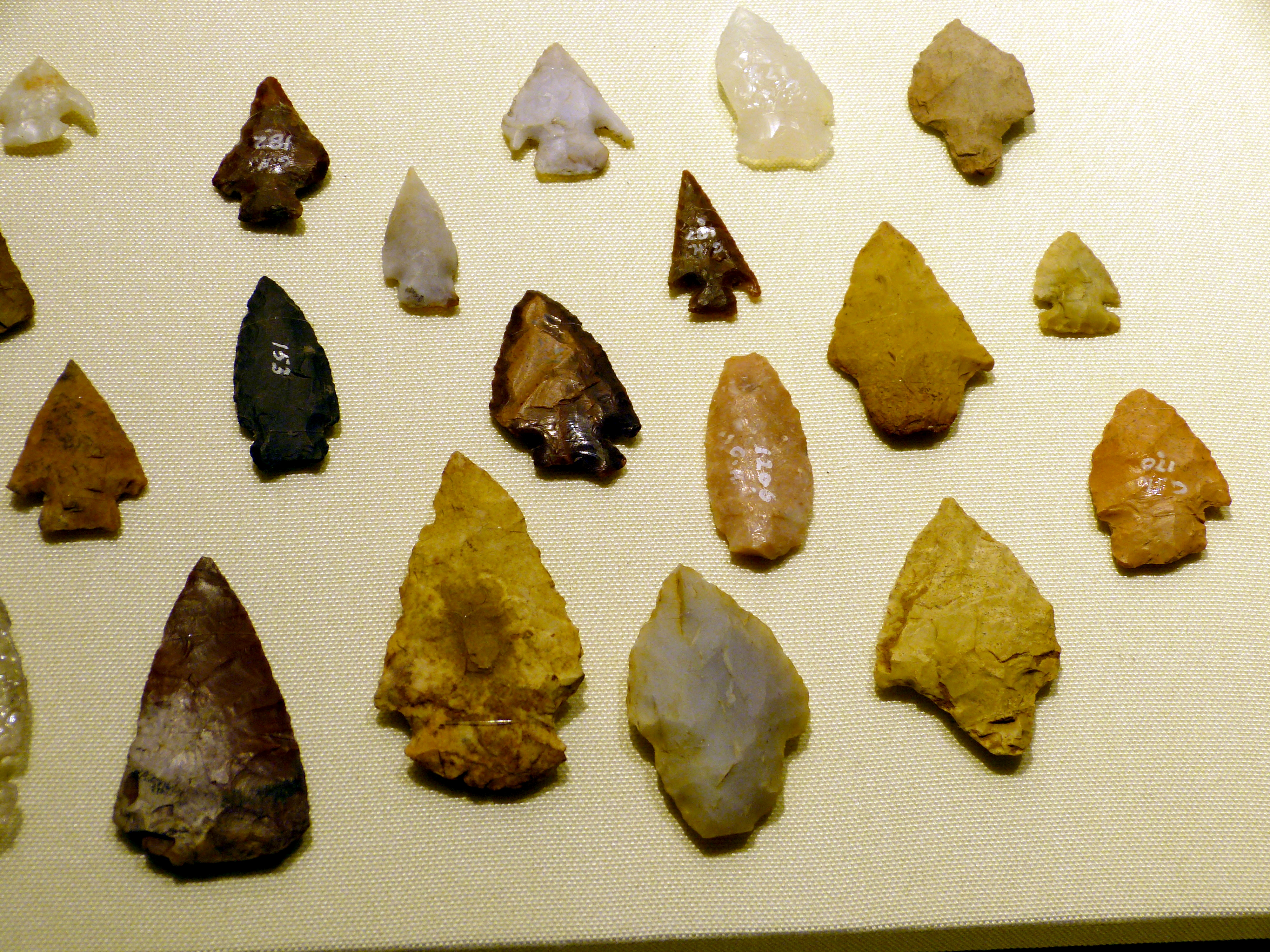
Projektilspitzen aus der Zeit vor dem 15. Jahrhundert

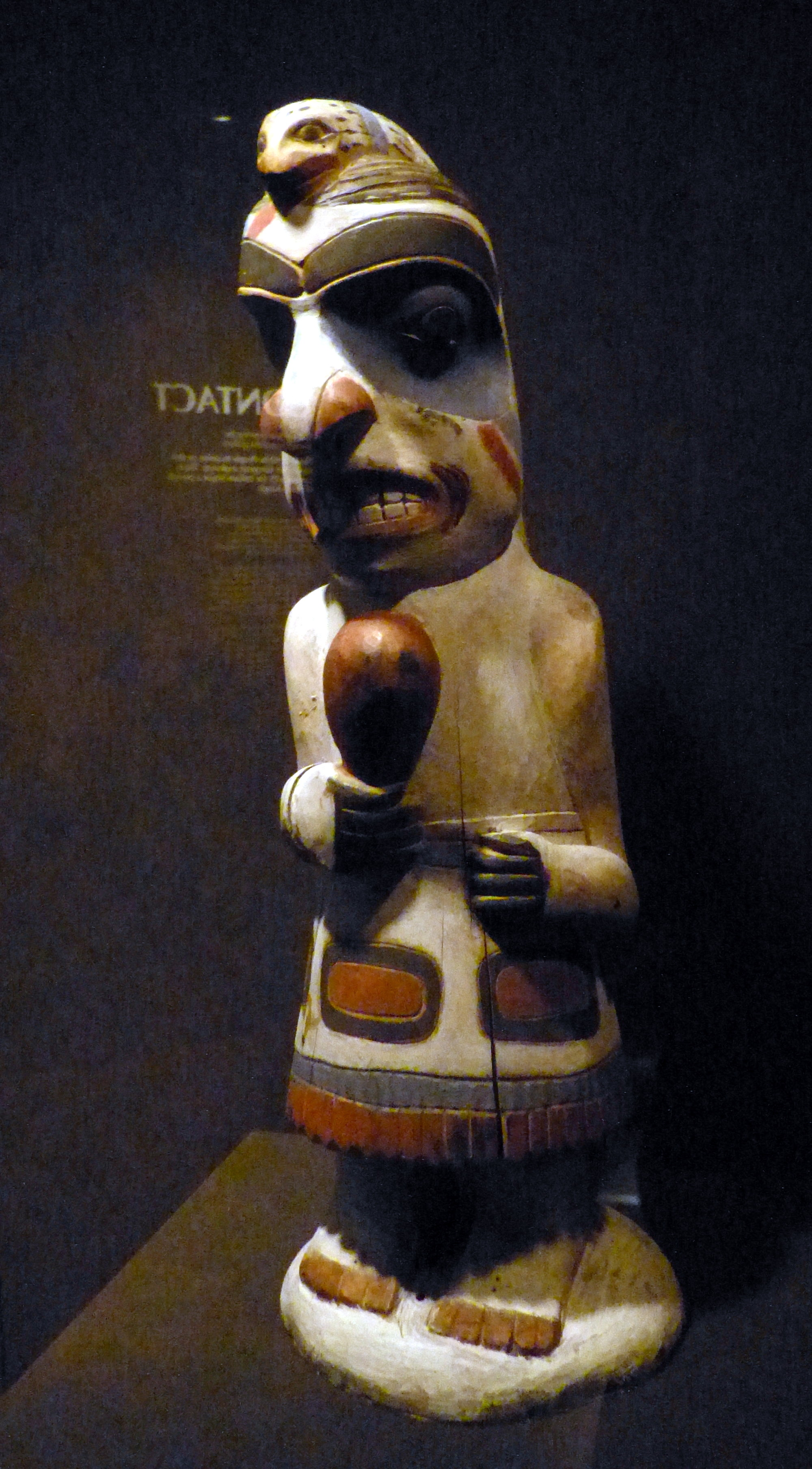
Darstellung eines Schamanen der Haida

Die First Peoples Gallery bietet Totempfähle, Masken und Kanus, aber auch ein Planken- oder Langhaus und Beschreibungen der ersten Begegnungen mit Europäern. Masken und Langhaus sind eigens von Angehörigen der im Norden von Vancouver Island ansässigen Kwakwaka'wakw angefertigt worden. Dazu kommen Spenden, übernommene Sammlungen und Leihstücke der First Nations. Das Haus hat Kwakwabalasami, Jonathan Hunt, angefertigt, ein Häuptling aus Tsaxis (Fort Rupert), zahlreiche Masken und die Totempfähle vor dem Museum stammen von Häuptling Nakap'ankam, Mungo Martin, vom Stamm der Kwakiutl. Bill Reid von den Haida hat eine Ausstellung zur Pockenepidemie von 1862 und ihren katastrophalen Folgen konzipiert. In diesem Bereich des Museums herrscht Fotografier- und Filmverbot.
Die Modern History Gallery, in derselben Etage wie die über die First Nations, zeigt die Geschichte der Region seit Ende des 18. Jahrhunderts, beginnend mit einer Teilrekonstruktion des Schiffes von George Vancouver, der HMS Discovery, über ein Wasserrad aus den Goldminen des 19. Jahrhunderts, der Rekonstruktion einer Farm und des Straßenbilds von 1903 am Dominion Drapers Building bis zu einer Apotheke aus der Chinatown.
Die Natural History Gallery zeigt Flora und Fauna, wie Grizzlybären und Seelöwen, aber auch geologische und Klimaveränderungen. Dabei werden simulierte Reisen, wie etwa in die Tiefsee, Videos, Dioramen und ein IMAX-Kino eingesetzt. Besonders eindrücklich zeigen Dioramen die regionalspezifischen Naturräume, wie Meeresküsten und gemäßigten Regenwald, oder das Delta des Fraser River. 2006/07 eröffnete eine Meeresstation.
Dazu kommen Wechselausstellungen über Leonardo da Vinci, Dinosaurier oder die Titanic.
In der Umgebung des Hauses findet sich das RBCM Cultural Precinct, genauer zwischen Douglas, Belleville und Government Street. Es besteht aus den BC Archives (dem Archiv für die Provinz), dem Helmcken House (es ist das 1852 errichtete Haus von John Sebastian Helmcken [1824–1920]), dem St. Ann's Schoolhouse (ein Schulgebäude direkt gegenüber aus der gleichen Zeit), dem the Netherlands Carillon (einem Glockenturm, der 1967 von der niederländischen Gemeinde in der Provinz gespendet wurde), dem Thunderbird Park und dem Mungo Martin House, in seiner Sprache Wawadit'la.

## Geschichte
Das Museum wurde 1886 gegründet, das Archiv 1894. Erst 2003 wurden die beiden Einrichtungen institutionell zusammengelegt.
Die Gründung erfolgte in Reaktion auf eine Petition dreißig prominenter Bürger der Stadt. Der erste Sitz war das Büro des Provinzsekretärs (Provincial Secretary) in dem Gebäude, dem man den Namen „die Vogelkäfige“ („the Bird Cages“) beilegte. Der erste Kurator war John Fannin, ein leidenschaftlicher Sammler, nach dem das heutige Ausstellungsgebäude, das Fannin building benannt ist. Bald wurde das Museum in das Gebäude des Obersten Gerichtshofs, des Supreme Court verlegt, dann 1898 in den Ostflügel des Parlamentsgebäudes. Mit dem Museumsgesetz von 1913 erhielt das Haus die beiden Schwerpunkte Naturgeschichte und Geschichte der Ureinwohner der Provinz. Große Mengen an Artefakten, insbesondere von den First Nations konnten erworben werden, und so musste bereits 1921 ein unterirdisches Geschoss gegraben werden.
1941 wurden sechs Lots, Siedlungsgrundstücke, an der Ecke Belleville / Douglas Street frei und so wurde der Thunderbird Park eingerichtet. Zu dieser Zeit wurden noch Originale ausgestellt, die zehn Jahre später deutliche Verfallsspuren aufwiesen. So mussten sie restauriert und geschützter aufgestellt werden. Sie wurden durch Kopien ersetzt.
Um 1961 überschritt die Zahl der jährlichen Besuche die Grenze von 100.000. So verkündete Premierminister Bennett 1963 einen Umzug, zu dem die britische Königin Elisabeth II. den Grundstein legte, Zwei Jahre später, 1968, konnte das neue Haus eröffnet werden. Dazu schrieb das neue Museumsgesetz vor, dass auch eine Sammlung zur modernen Geschichte angelegt werden sollte: Die Modern History Gallery entstand, die 1972 eröffnet wurde. Fünf Jahre später eröffneten die The 12,000 Year Gap Galleries (Die 12.000-Jahres-Lücke) und First Peoples Galleries; weitere zwei Jahre später, als erster Teil der Naturgeschichte, die Ausstellung Lebendes Land, Lebendes Meer (Living Land, Living Sea) in der zweiten Etage.
Beinahe ein Jahrhundert lang hatten weltweit Museen (und Sammler) die Artefakte der allein 198 anerkannten, dazu weiterer Stämme in British Columbia aufgekauft, gelegentlich erschlichen oder die Herausgabe erzwungen. Doch das Verhältnis zu den First Nations hat sich in den letzten Jahrzehnten erheblich verändert.
Nochmals 2003/04 wurde dies festgeschrieben. So werden zum einen die ursprünglichen Besitzer hinsichtlich der Deutung, Präsentation und didaktischen Aufbereitung der Exponate kontinuierlich befragt. Grundsätzlich gelten nun alle Objekte als Eigentum der entsprechenden Stämme, womit ein angemessener Respekt verbunden sein soll, der sich besonders auf zeremonielle Gegenstände, auf Grabbeigaben und vor allem auf die sterblichen Überreste von Menschen bezieht. Zugleich sollen mehr oder minder unrechtmäßig erworbene Exponate zurückgegeben werden, jedoch bleibt das Ziel, wenn möglich, der Verbleib der Stücke im Museum. Die Zusammenarbeit mit Museen der First Nations soll dabei verstärkt werden. Darüber hinaus soll ein steter Informationsfluss die Objekte mit ihren Eigentümern verbinden, diesen wiederum soll der Zugang zu ihren bedeutenden Objekten erleichtert werden. Lässt sich ein aktueller Bedarf von einem Erben an einem rituellen Gegenstand nachweisen, so ist er zurückzugeben. Die für ein Potlatch notwendigen Gegenstände können verliehen werden. Damit werden partnerschaftliche Grundsätze, die gemeinsam von der Assembly of First Nations und der Canadian Museums Association entworfen wurden, fortentwickelt.
Seit knapp 30 Jahren gibt es ein Schulprogramm, das sich zu ermäßigten Preisen an Schüler wendet. Es fand zwischen dem 16. Oktober 2007 und dem 15. Mai 2008 statt.
Inzwischen wird auch eine Online-Ausstellung über Wale, Dinosaurier, Singvögel, gefährdete Arten und Tintenfische dargeboten, dazu kommt die von Grace Bell (1900–1986) gestiftete Sammlung mit zahllosen Aufnahmen von Vogelstimmen.
Infolge der Weltwirtschaftskrise gingen ab 2008 die Kartenverkäufe zurück und staatliche Mittel wurden beschnitten, so dass bis 2012 12 Millionen an Zuschüssen vorgesehen sind. CEO Pauline Rafferty nannte im März 2010 einen Verlust von 491.000 Dollar für das Jahr 2009. Dazu trug auch bei, dass die Sonderausstellung des Jahres 2009, im Gegensatz zu der des Jahres 2008 zur Titanic, die 30,2 Millionen Dollar gebracht hatte, von Verlusten gekennzeichnet war. Daher sollen vor 2012 keine weiteren Ausstellungen dieser Art stattfinden, außer der bereits eingeplanten Ausstellung der Terrakotta-Armee im Jahr 2011.

## Organisatorisches
Chief Executive Officer (CEO) ist seit 2001 Pauline Rafferty. Die ausgebildete Archäologin (Grabungskampagnen 1974–79) arbeitete für den Bereich Archäologie, Heritage Trust und später für das Tourismusministerium. 1990 wurde sie zum Assistant Deputy Minister beim Ministerium für Frauengleichstellung (Women’s Equality) ernannt. Ab 1992 erarbeitete sie am Museum einen neuen Businessplan, war von 1994 bis 2001 Direktorin im Museum mit dem Zuständigkeitsbereich Finanzen, Marketing, Personal und Informationssysteme.
Zuständig für das Forschungs- und Erhaltungsprogramm ist seit 1993 Grant Hughes, Archivleiter ist Gary Mitchell, für das Ausstellungsmanagement ist Tim Willis zuständig. Dazu kommen Diane Lloyd für den Bereich Entwicklung und Angela Williams für den Bereich Business and Operational Services sowie Faye Zinck für Finanzen. Für das Helmcken-Haus ist Lorne Hammond zuständig.
Neben der Provinz steht hinter dem Haus eine Stiftung mit 6.000 Mitgliedern. Die Einnahmen aus dem Eintrittskartenverkauf beliefen sich 2007 auf knapp 3,6 Millionen CAD, dazu weitere knapp 2 Millionen CAD. Die Gesamtkosten beliefen sich auf rund 20 Millionen CAD. Freiwillige erbringen für das Museum über 40.000 Arbeitsstunden pro Jahr. Inzwischen verwaltet die Institution rund 10 Millionen Objekte.
Am 1. April 2003 wurden mit dem neuen Museumsgesetz, die Archive (British Columbia Archives), das  Helmcken House, der Netherlands Carillon, Thunderbird Park, St Ann’s Schoolhouse und das Museum selbst zur Royal BC Museum Corporation zusammengefasst.

## Ausbaupläne
Das 14-stöckige Fannin building, in dem die Ausstellungen stattfinden, soll abgerissen werden, ebenso die British Columbia Archives. An deren Stelle soll ein neues zehn- bis zwölfstöckiges Haus entstehen. Dort wird sich dann der Haupteingang befinden. Läden, Cafés, Büros und ein Centre for dialogue sind dort vorgesehen, dazu Räume für temporäre Ausstellungen.
Sammlungen und Archiv sollen in zwei 14-stöckige Türme auf dem derzeitigen Parkplatz verlagert werden. Das Museum soll den eineinhalbfachen Platz bieten und zugleich nach dem höchsten Standard beim Energy and Environmental Design errichtet werden.